# Retno Marsudi
Retno Lestari Priansari Marsudi (27 de novembro de 1962) é uma diplomata e política indonésia. É a Ministra dos Negócios Estrangeiros no Gabinete de Trabalho de Joko Widodo desde 2014. Foi a primeira mulher nomeada para o cargo.  Foi embaixadora da Indonésia nos Países Baixos entre 2012 e 2014, e embaixadora na Islândia e Noruega entre 2005 e 2008.